# Marshall Jefferson
Marshall Jefferson (ur. 19 września 1959 w Chicago, Illinois) – amerykański producent muzyki House, przez niektórych uznawany za ojca tego gatunku.

## Życiorys
Jefferson początkowo był producentem nagrań w Universal Recording Studios w Chicago. Poznał tam Larrego Shermana, prezesa Trax Records. Właśnie dla Trax Rec. w 1986 Jefferson nagrał singiel "Move Your Body (The House-Music Anthem)", pierwszy utwór house w którym wykorzystano pianino. Utwór ten stał się bardzo popularny i miał duży wpływ na ten gatunek muzyki. Podczas późnych lat osiemdziesiątych Jefferson prowadził karierę solową pod różnymi nazwami jak Virgo, Jungle Wonz, Truth i On The House.
"Move Your Body" pojawiło się w grze wideo Grand Theft Auto: San Andreas, możną ją było usłyszeć na radio stacji SF-UR gdzie głównie grana była muzyka House i Deep House.
Aktualnie Jefferson mieszka w New Jersey, gdzie nagrywa dla USB Records, którego jest współwłaścicielem wraz z CeCe Rogersem.